# Kodeks 0107
Kodeks 0107 (Gregory-Aland no. 0107), ε 41 (Soden) – grecki kodeks uncjalny Nowego Testamentu na pergaminie, paleograficznie datowany na X wiek. Rękopis przechowywany jest w Rosyjskiej Bibliotece Narodowej (Gr. 16, 1 f.) w Petersburgu. Posiada marginalia.

## Opis
Do dziś zachowało się 6 kart kodeksu (27 na 21 cm) z tekstem Ewangelii Mateusza (22,16-23,14) oraz Ewangelii Marka (4,24-35; 5,14-23). Tekst pisany jest dwoma kolumnami na stronę, 23 linijek w kolumnie. Tekst jest trudny do odczytania. Częsty jest błąd itacyzmu.
Tekst dzielony jest według Sekcji Ammoniusza, których numery  umieszczone zostały na marginesie z odniesieniami do Kanonów Euzebiusza (pisanymi pod numerami Sekcji Ammoniusza, w kolorze czerwonym).

## Tekst
Tekst kodeksu jest wynikiem wymieszania różnych tradycji tekstualnych. Kurt Aland zaklasyfikował go do kategorii III, a to oznacza, że jest wartościowy przy rekonstrukcji historii tekstu NT.

## Historia
Gregory datował fragment na VII wiek. Obecnie INTF datuje go na VII wiek.
Kodeks został odkryty przez Tischendorfa na Synaju w 1859 roku. Tekst rękopisu Tischendorf wydał w 1860 roku w Notitia.
Gregory w 1908 roku dał mu siglum 0107. Kurt Treu badał kodeks w 1966 roku.